# Sukhoi Su-2
Sukhoi Su-2 (tiếng Nga: Сухой Су-2) là một máy bay trinh sát và ném bom hạng nhẹ được sử dụng sớm trong chiến tranh thế giới II. Đây là chiếc máy bay đầu tiên được thiết kế bởi Pavel Sukhoi. Thiết kế cơ bản có 1 động cơ, trang bị vũ khí nâng cấp (Su-4) và giảm bớt vai trò tấn công mặt đất (ShB).

## Phát triển
Năm 1936, Joseph Stalin đồng ý phát triển một loại máy bay đa chức năng. Nó có tên mật là Ivanov, chiếc máy bay này có thể dùng để trinh sát và tấn công mục tiêu. P.O. Sukhoi lúc này đang làm việc tại Tupolev OKB và thực hiện thiết kế "Ivanov" dưới sự giám sát của Andrei Tupolev. Thành quả là ANT-51, nó bay lần đầu vào 25 tháng 8-1937 với phi công điều khiển là M.M. Gromov. Động cơ tròn Shvetsov M-62 ] cung cấp 820 sức ngựa (610 kW), ANT-51 đạt tốc độ 403 km/h (220 knots, 250 mph) trên cao 4.700 m (15.420 ft). Sau đó nó được thay thế động cơ khác khỏe hơn, Tumansky M-87 với công suất 1.000 hp (745 kW), ANT-51 có vận tốc 468 km/h (255 knots, 290 mph) trên cao 5.600 m (18.370 ft) và được sản xuất với tên gọi BB-1 (Blizhniy Bombardirovschik; tiếng Nga: Ближний Бомбардировщик — máy bay ném bom tầm ngắn). Năm 1940, máy bay được đổi tên thành Su-2 và động cơ M-87 được thay thế bằng động cơ Tumansky M-88.
Su-2 được thiết kế pha trộn. Thân máy bay được làm bằng gỗ và gỗ dán ngoài. Cánh được làm bằng nhôm và thép. Phi công và xạ thủ được bảo vệ với vỏ giáp bao bọc dày 9 mm (0.35 in). Bánh sau của máy bay có thể thu vào được.

## Lịch sử hoạt động
Mặc dù có hơn 800 chiếc Su-2 và Su-4 được chế tạo, nhưng nó vẫn bị coi là cũ và chỉ được sử dụng vào đầu chiến tranh thế giới II, và sau đó nhanh chóng bị thay thế bởi máy bay ném bom Petlyakov Pe-2 và Tupolev Tu-2. Nhược điểm nữa của máy bay là các phi công Liên Xô thường nhầm máy bay này với máy bay Đức. Sau đó phiên bản hạng nhẹ với một động cơ M-88B có vận tốc 512 km/h (275 knots, 320 mph) được dùng để thử nghiệm, một số chiếc Su-2 được sử dụng để chiến đấu trong Chiến tranh vệ quốc vĩ đại khi Liên Xô mất quá nhiều máy bay.

## Phiên bản
Su-2
Máy bay ném bom, trinh sát hai chỗ hạng nhẹT. Có tên gọi ban đầu là BB-1.
- ShB (tiếng Nga: ШБ)

Một phiên bản tấn công mặt đất với động cơ M-88A, bộ phận tiếp đất được giảm nhẹ, có thể xoay 90° trước khi thụt vào cánh. Nó có thể mang 600 kg (1.235 lb) bom. Được hoàn thành vào năm 1940, máy bay này chưa bao giờ được sản xuất, do không cạnh tranh được với Ilyushin Il-2.
- Su-4

Một phiên bản nâng cấp, đầu tiên nó được trang bị động cơ Urmin M-90 với công suất 2.100 hp (1.565 kW), nhưng sau đó nó lại được trang bị động cơ Shvetsov M-82 (một số Su-2 cũng được lắp M-82). Cánh của nó được làm bằng gỗ do thiếu kim loại. Nó được trang bị 4 súng máy ShKAS 7.62 mm sau đó được thay thế bởi 2 súng máy Berezin UB 12.7 mm.

## Các nước sử dụng
Liên Xô
- Không quân Xô Viết

## Thông số kỹ thuật

### Đặc điểm riêng
- Phi đoàn: 2
- Chiều dài: 10.46 m (34 ft 4 in)
- Sải cánh: 14.3 m (46 ft 11 in)
- Chiều cao: 3.75 m (12 ft 3 in)
- Diện tích cánh: 29 m² (312 ft²)
- Trọng lượng rỗng: 3.220 kg (7.100 lb)
- Trọng lượng cất cánh: 4.700 kg (10.360 lb)
- Động cơ: 1× Shvetsov M-82, công suất 1.044 kW (1.400 hp)

### Hiệu suất bay
- Vận tốc cực đại: 485 km/h (260 knots, 300 mph)
- Tầm bay: 1.100 km (595 nm, 685 mi)
- Trần bay: 8.400 m (27.560 ft)
- Vận tốc lên cao: 9.8 phút/ 5.000 m (16.405 ft)

### Vũ khí
- 6× súng máy ShKAS 7.62 mm (0.30 in) (4 trong cánh, 2 trên buồng lái)
- Mang 400 kg (880 lb) bom hoặc mang 10x tên lửa RS-82 hoặc 8x tên lửa RS-132.

## Nội dung liên quan
Sukhoi Su-1 - Sukhoi Su-2 - Sukhoi Su-3 - Sukhoi Su-4 - Sukhoi Su-5 - Sukhoi Su-6

### Danh sách khác
- Danh sách máy bay quân sự giữa hai cuộc chiến tranh thế giới
- Danh sách máy bay trong Chiến tranh Thế giới II
- Danh sách máy bay ném bom